# جاك جونز (لاعب كرة قدم)
جاك جونز (بالإنجليزية: Jack Jones)‏ (5 يوليو 1987 بغولدن في الولايات المتحدة - ) هو لاعب كرة قدم أمريكي في مركز الدفاع.

## وصلات خارجية
- جاك جونز على موقع قاعدة بيانات كرة القدم.إي يو (الإنجليزية)